# Tjasker It Heidenskip
De Tjasker It Heidenskip is een poldermolen in het Friese dorp It Heidenskip, die in de Nederlandse gemeente Súdwest-Fryslân ligt. Deze maalvaardige paaltjasker, die in 1915 werd gebouwd door de Gieterse molenmaker J. Dijksma, is in 1977 gerestaureerd. Het 5,40 m grote gevlucht is oudhollands.
Dit is de enige Nederlandse tjasker die voor 1960 is gebouwd en niet is verplaatst.
De molen is in het beheer van de Molenstichting Súdwest-Fryslân.